# Isadore Singer
Isadore Manuel Singer (3. května 1924, Detroit, Michigan, USA – 11. února 2021, Boxborough, Massachusetts)  byl americký matematik a emeritní profesor matematiky na Massachusettském technologickém institutu. 
Je známý především díky práci v diferenciální geometrii a diferenciální topologii a díky tzv. Atiyahově-Singerově větě o indexech, kterou objevil společně s Michaelem Atiyahem, a která znamenala objev nových souvislostí mezi geometrií, topologií, matematickou analýzou a teoretickou fyzikou. V roce 2004 dostal společně s Atiyahem Ábelova cenu.